# Zakładowy fundusz świadczeń socjalnych
Zakładowy fundusz świadczeń socjalnych (ZFŚS) – fundusz utworzony przez pracodawcę do finansowania określonych świadczeń socjalnych.
Do jego utworzenia zobowiązane są jednostki budżetowe, samorządowe organy budżetowe oraz pracodawcy zatrudniający co najmniej 50 pracowników (według stanu na dzień 1 stycznia danego roku w przeliczeniu na pełne etaty), lub zatrudniający co najmniej 20 i mniej niż 50 pracowników, o ile z wnioskiem o utworzenie funduszu wystąpi zakładowa organizacja związkowa. 
Przepisy regulujące fundusz znajdują się w ustawie z dnia 4 marca 1994 r. o zakładowym funduszu świadczeń socjalnych.

## Przeznaczenie środków
Do skorzystania ze środków zebranych w ramach funduszu upoważnieni są pracownicy i ich rodziny, emeryci i renciści (byli pracownicy) i ich rodziny oraz inne osoby wskazane przez pracodawcę w regulaminie funduszu.
Środki zgromadzone przez ZFŚS służą finansowaniu ściśle określonych rodzajów działalności socjalnej. Są to:
- wypoczynek, na przykład dofinansowanie urlopu,
- działalność kulturalno-oświatowa,
- działalność sportowo-rekreacyjna,
- opieka nad dziećmi w żłobkach, klubach dziecięcych, przedszkolach i w innej formie,
- pomoc materialno-rzeczowa lub finansowa, na przykład zakup paczek świątecznych dla dzieci, zapomoga z powodu zdarzeń losowych,
- zwrotna lub bezzwrotna pomoc na cele mieszkaniowe, na przykład pożyczka mieszkaniowa, pożyczka remontowa.

## Finansowanie ZFŚS
Zakładowy fundusz świadczeń socjalnych tworzy się z corocznego odpisu podstawowego, naliczanego w stosunku do przeciętnej liczby zatrudnionych.
Wysokość odpisu podstawowego na jednego zatrudnionego wynosi 37,5% przeciętnego wynagrodzenia miesięcznego w gospodarce narodowej w roku poprzednim lub w drugim półroczu roku poprzedniego (przy czym drugie półrocze bierze się pod uwagę, jeżeli przeciętne wynagrodzenie z tego okresu jest wyższe w stosunku do pierwszego półrocza).
Wyjątki dotyczące wysokości odpisu podstawowego zawierają:
- pracowników młodocianych – wysokość odpisu podstawowego na jednego pracownika wynosi w pierwszym roku nauki 5%, w drugim 6%, a w trzecim 7% przeciętnego wynagrodzenia miesięcznego w gospodarce narodowej,
- pracowników wykonujących prace w szczególnych warunkach lub prace o szczególnym charakterze – wysokość odpisu podstawowego na jednego pracownika wynosi 50% przeciętnego wynagrodzenia miesięcznego w gospodarce narodowej,
- pracowników, w stosunku do których orzeczono znaczny lub umiarkowany stopień niepełnosprawności – wysokość odpisu podstawowego na jednego pracownika może być zwiększona o 6,25% przeciętnego wynagrodzenia miesięcznego w gospodarce narodowej.

Przedsiębiorcy mogą dodatkowo zwiększać środki funduszu z zysku netto do podziału, a spółdzielnie – z nadwyżki bilansowej.
Fundusz zasila się również środkami pochodzącymi z:
- wpływów z opłat pobieranych od osób i jednostek organizacyjnych – korzystających z działalności socjalnej,
- darowizn oraz zapisów osób fizycznych i prawnych,
- odsetek od środków funduszu,
- wpływów z oprocentowania pożyczek udzielonych na cele mieszkaniowe,
- wierzytelności likwidowanych zakładowych funduszy socjalnego i mieszkaniowego,
- przychodów z tytułu sprzedaży, dzierżawy i likwidacji środków trwałych służących działalności socjalnej, w części nieprzeznaczonej na utrzymanie lub odtworzenie zakładowych obiektów socjalnych,
- przychodów z tytułu sprzedaży i likwidacji zakładowych domów i lokali mieszkalnych w części nieprzeznaczonej na utrzymanie pozostałych zakładowych zasobów mieszkaniowych.

## Funkcjonowanie ZFŚS
Zakładowym funduszem świadczeń socjalnych administruje pracodawca, a środki funduszu niewykorzystane w danym roku kalendarzowym przechodzą na rok następny. Pracodawca jest zobowiązany do przekazania wszystkich środków pochodzących z odpisów i zwiększeń na konto ZFŚS w terminie do 30 września danego roku. Do 31 maja konieczne jest przekazanie co najmniej 75% wszystkich odpisów na ten cel. 
Rezygnacja z tworzenia ZFŚS nie oznacza natychmiastowej jego likwidacji, gdyż wszystkie niewykorzystane środki funduszu powinny być nadal wykorzystywane na prowadzenie działalności socjalnej, aż do ich pełnego wyczerpania.